# 3502 Huangpu
A 3502 Huangpu (ideiglenes jelöléssel 1964 TR1) a Naprendszer kisbolygóövében található aszteroida. A Bíbor-hegyi Obszervatórium fedezte fel 1964. október 9-én.